# Парламентські вибори в Нідерландах 2006
Позачергові парламентські вибори відбулися у середу, 22 листопада 2006 і принесли перемогу правлячій партії Християнсько-демократичний заклик.
Вибори проводилися внаслідок парламентської кризи, що виникла у листопаді 2006 року. Правоцентристська Народна партія, яку очолювала Рита Фердонк, і яка входила в урядову коаліцію ініціювала скандал з депутатом парламенту Айаан Хірсі Алі, письменницею-феміністкою сомалійського походження. Фердонк, що очолювала міністерство з імміграції і інтеграції, звинуватила Айян Хірсі Алі в тому, що вона у 1992 році невірно вказала свої дані при отриманні статусу політичного біженця та не мала права на отримання громадянства Нідерландів. Партія Демократи 66, що також входила до урядової коаліції, висунула вимогу відставки Фердонк, або дострокових парламентських виборів.
Основна боротьба за місця в парламенті розгорнулася між представниками правлячої партії Християнсько-демократичний заклик і опозиційної Партією праці.
Значного успіху на виборах досягла Соціалістична партія, яка збільшила кількість місць з 9 до 25. Вперше, отримавши 2 місця, до парламенту європейської країни потрапила партія, головною метою якої є боротьба за права тварин.
Під час виборів близько 21000 осіб скористалися машинами для електронного голосування.

## Результати голосування
| Партії | Політична ідеологія             | Фронтмен партії     | Голоси    | Місця | +/- | % голосів | % місць |
| --- | ------------------------------- | ------------------- | --------- | ----- | --- | --------- | ------- |
| Християнсько-демократичний заклик | Християнська демократія         | Ян Петер Балкененде | 2,608,573 | 41    | -3  | 26.5      | 27.3    |
| Партія праці | Соціал-демократія               | Вавтер Бос          | 2,085,077 | 33    | -9  | 21.2      | 21.3    |
| Соціалістична партія | Демократичний соціалізм         | Ян Марійніссен      | 1,630,803 | 25    | +16 | 16.6      | 17.3    |
| Народна партія за свободу і демократію | Консервативний лібералізм       | Марк Рутте          | 1,443,312 | 22    | -6  | 14.7      | 14.7    |
| Партія Свободи | Ліберал-націоналізм, Фортейнізм | Ґеерт Вілдерс       | 579,490   | 9     | +8  | 5.9       | 6.0     |
| Зелені ліві | Зелена політика                 | Фемке Галсема       | 453,054   | 7     | -1  | 4.6       | 4.7     |
| Християнський союз | Християнська демократія         | Андре Рувет         | 390,969   | 6     | +3  | 4.0       | 4.0     |
| Демократи 66 | Соціал-лібералізм               | Александер Пехтолд  | 193,232   | 3     | -3  | 2.0       | 2.0     |
| Партія захисту тварин | Добробут тварин                 | Маріанне Тіме       | 179,988   | 2     | +2  | 1.8       | 1.3     |
| Реформістська партія | Протестантський консерватизм    | Bas van der Vlies   | 153,266   | 2     | 0   | 1.6       | 1.3     |
| Інші | –                               | –                   | 100,919   | –     | –   | 1.0       | –       |
| Загалом |                                 |                     | 9,838,683 | 150   | 0   | 100.0     | 100.0   |
| Явка |                                 |                     | 9,854,998 | –     | –   | 80.4      | –       |
| Джерело:http://www.kiesraad.nl/nl/Overige_Content/Bestanden/pdf_thema/Proces-verbaal_Tweede_Kamer_2006.pdf [Архівовано 21 липня 2011 у Wayback Machine.] |                                 |                     |           |       |     |           |         |

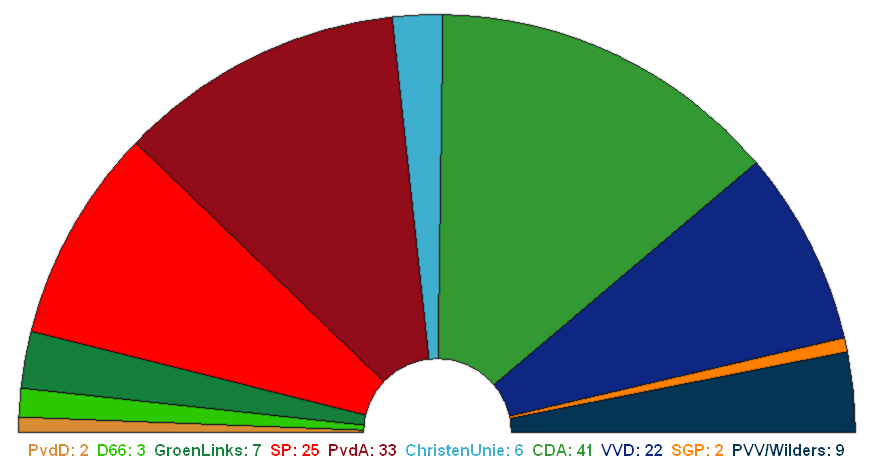
Розподіл місць у другій палаті парламенту Нідерландів

За результатами тривалих міжпартійних переговорів 22 лютого 2007 було створено коаліцію у складі партії Християнсько-демократичний заклик, Партії праці та Християнського союзу. Було сформовано четвертий уряд Яна Петера Балкененде. 
Представники партії Християнсько-демократичний заклик отримали посаду прем'єр-міністра (Балкененде) та міністрів соціальних справ, закордонних справ, охорони здоров'я, юстиції, транспорту, громадських робіт та водного господарства , сільського господарства і економічних питань, державних секретарів внутрішніх справ, культури, фінансів і оборони.
Представники Партії праці отримали посади міністрів фінансів (В. Бос), освіти, навколишнього середовища, внутрішніх справ, житлового будівництва та інтеграції (міністр без портфеля) і з міжнародного розвитку (міністр без портфеля), державних секретарів європейських справ, соціальних справ, юстиції, охорони здоров'я, освіти та економічних питань.
Представники партії Християнський союз отримали посади міністрів молоді і сім'ї (Андре Рувет, міністр без портфеля) і оборони та державного секретаря транспорту.